# Callicarpenal
Callicarpenal es un terpenoide que se ha aislado a partir de plantas del género Callicarpa. Callicarpenal actúa como un repelente de insectos contra los mosquitos ( Aedes aegypti y Anopheles stephensi ) y las hormigas de fuego. También tiene actividad contra las garrapatas (Ixodes scapularis y Amblyomma americanum).
En comparación con el repelente de insectos más comúnmente utilizado, DEET, callicarpenal es menos eficaz contra los mosquitos.
Callicapenal fue descubierto por científicos del Departamento de Agricultura de los Estados Unidos del Servicio de Investigación Agrícola que se inspiraron en los informes de Callicarpa americana que fue utilizado como un remedio popular para evitar las picaduras de mosquitos.